# Gustiana rosoria
Gustiana rosoria là một loài bướm đêm trong họ Noctuidae.